# 蒂拉登特斯
若阿金·若泽·达席尔瓦·沙维尔（葡萄牙語：Joaquim José da Silva Xavier，1746年11月12日—1792年4月21日），绰号蒂拉登特斯（葡萄牙語：Tiradentes，意为“拔牙师”），巴西独立运动人士，制造“米纳斯密谋”，意图发动反对葡萄牙殖民当局的起义。密谋泄露后，蒂拉登特斯遭到逮捕，并被公开处决。巴西独立后，蒂拉登特斯成为巴西民族英雄，他的出生地圣若泽镇也更名为蒂拉登特斯市。
蒂拉登特斯是巴西土生白人，早年父母双亡，被一位教父收养，学习外科手术。因善于医治牙疾，他得名“蒂拉登特斯”，即拔牙师。他亦习得不少矿业知识，曾以测量地形、集资开采矿藏维生，但因殖民政府的垄断政策而频遭失败。1776年加入米纳斯吉拉斯的龙骑兵团，因缉私活动立功升为少尉，但因其土生白人身份而遭受偏见，难以获得晋升机会。期间受法国启蒙哲学家和美国独立战争思潮影响，逐渐萌生反抗葡萄牙殖民统治的观念。1788年，同旅英归来的学生若泽·阿尔瓦雷斯·马西埃尔（José Alvares Maciel）结识，二人组织独立运动团体，并逐渐发展为数十人的武装密谋团体。1789年，决定在米内斯发动反葡起事，计划建立独立的巴西共和国，史称“米纳斯密谋”。但因起事计划被组织成员泄露，蒂拉登特斯遭到逮捕，并遭到当局审讯达三年之久。1792年4月21日被公开绞刑处决。